# Ophiuche lactiferalis
Ophiuche lactiferalis är en fjärilsart som beskrevs av Paul Dognin 1914. Ophiuche lactiferalis ingår i släktet Ophiuche och familjen nattflyn. Inga underarter finns listade i Catalogue of Life.